# Spoorlijn Hamburg Hauptbahnhof - Hamburg-Neugraben
De spoorlijn Hamburg Hauptbahnhof - Hamburg-Neugraben is een Duitse spoorlijn in Hamburg en is als spoorlijn 1271 onder beheer van DB Netze. De lijn is onderdeel van de S-Bahn van Hamburg.

## Geschiedenis
De lijn is aangelegd door de Deutsche Bahn. Het gedeelte tot Hamburg-Harburg Rathaus werd geopend op 25 september 1983. Op 4 augustus 1984 werd de verlenging tot Neugraben geopend.

## Treindiensten
De Deutsche Bahn verzorgt het personenvervoer op dit traject met S-Bahn treinen.
| Serie | Treinsoort        | Route                                                                                                 | Bijzonderheden                                                                   |
| ----- | ----------------- | --- | -------------------------------------------------------------------------------- |
|       | S-Bahn (DB Regio) | Pinneberg – Elbgaustraße – Eidelstedt – Altona – Hauptbahnhof – Harburg – Harburg Rathaus – Neugraben |                                                                                  |
|       | S-Bahn (DB Regio) | Altona – Dammtor – Hauptbahnhof – (Berliner Tor) Harburg – Harburg Rathaus – (Neugraben)              | In de spits van/naar Neugraben. 's Avonds en in het weekend Altona-Berliner Tor. |

## Aansluitingen
In de volgende plaatsen is of was er een aansluiting op de volgende spoorlijnen:
Hamburg Hauptbahnhof
DB 1120, spoorlijn tussen Lübeck en Hamburg
DB 1240, spoorlijn tussen Hamburg Hauptbahnhof en Hamburg-Altona
DB 1241, spoorlijn tussen Hamburg Hauptbahnhof en Hamburg-Poppenbüttel
DB 1244, spoorlijn tussen Hamburg Hauptbahnhof en Aumühle
DB 1245, spoorlijn tussen de aansluiting Rothenburgsort en Hamburg Hauptbahnhof
DB 1250, spoorlijn tussen de aansluiting Norderelbbrücke en Hamburg Hauptbahnhof
DB 1270, spoorlijn tussen Hamburg Hauptbahnhof en Hamburg Diebsteich
DB 2200, spoorlijn tussen Wanne-Eickel en Hamburg
DB 6100, spoorlijn tussen Berlijn en Hamburg
aansluiting Hamburg-Wilhelmsburg
DB 1280, spoorlijn tussen Buchholz en de aansluiting Allermöhe
Hamburg-Neugraben
DB 1720, spoorlijn tussen Lehrte en Cuxhaven

## Elektrische tractie
De S-Bahn van Hamburg maakt op dit traject gebruik van een stroomrail. Dit net heeft een spanning van 1200 volt.